# Euryopis superba
Euryopis superba là một loài nhện trong họ Theridiidae.
Loài này thuộc chi Euryopis. Euryopis superba được William Joseph Rainbow miêu tả năm 1896.